# +44
+44 (udtales "Plus Forty Four"), også kendt som (+44) eller Plus-44 er et band dannet af Mark Hoppus (bass og vokal) og Travis Barker (trommer og keyboard). De andre to +44 medlemmer er den tidligere Transplants turne guitarist Craig Fairbaugh og lead guitaristen fra The Nervous Return; Shane Gallagher.
Ifølge Hoppus refererer bandets navn, +44, til Storbritanniens internationale landekode, fordi Hoppus og Barker var i England, da de først diskuterede projektet.
Bandets debut album "When Your Heart Stops Beating" udkom 14. november 2006.